# Antichiropus dorsalis
Antichiropus dorsalis är en mångfotingart som beskrevs av Karl Wilhelm Verhoeff 1924. Antichiropus dorsalis ingår i släktet Antichiropus och familjen orangeridubbelfotingar. Inga underarter finns listade i Catalogue of Life.